# Wunderhorse
Wunderhorse – brytyjski rockowy zespół muzyczny z Newquay w Wielkiej Brytanii utworzony w 2021 roku przez Jacoba Slatera.

## Historia
Zespół założył Jacob Slater, który do 2017 roku był członkiem innego zespołu – Dead Pretties oraz wcielał się w rolę Paula Cooka w serialu Pistol (2022). W skład zespołu wchodzili wtedy oprócz Slater'a Harry Fowler – syn piosenkarki Kim Wilde , Peter Woodsin, Jamie Staples oraz Oscar Browne . 
Ich pierwszy album Cub miał premierę 7 października 2022 roku, a drugi – Midas 30 sierpnia 2024. Oba zostały wydane przez wydawnictwo Communion Music. Po wydaniu Cub zespół po raz pierwszy koncertował jako support dla innych zespołów, takich jak Fontaines D.C., Pixies, Foals, Sam Fender i Declan Mckenna. Wiosną 2023 r. odbyli trasę koncertową oraz wystąpili na festiwalu Glastonbury. 
W 2024 zespół został nominowany do AIM Independent Music Awards w kategorii UK Independent Breakthrough, a album Midas do nagrody The Album Award przyznawanej przez Rolling Stone UK.

## Nazwa
Wunderhorse to przekształcona nazwa programu telewizyjnego Champion the Wonder Horse. Jacob Slater umyślnie zamienił litery, żeby nazwa wyglądała na niemiecką. 

## Dyskografia
- Cub (2022)
- Midas (2024)